# Agnes Lagerstedt
Agnes Hedvig Charlotta Lagerstedt, född 14 juli 1850 i Askersund, död 10 april 1939 i Stockholm, var en svensk folkskollärare och filantrop. Hon var syster till Nils Lagerstedt.

## Biografi
Lagerstedt blev extra ordinarie folkskollärare i Östermalms församling, Stockholm, 1883 och var ordinarie folkskollärare 1884–1912. 
Hon tog 1884 initiativ till en skollovskoloni för barn från Stockholms folkskolor, vilket ledde till bildandet av Föreningen för skollovskolonier 1884, som sedermera utvecklades den rikstäckande organisationen Barnens Dag. 
Samma år var hon i London och studerade de engelska arbetarnas bostadsförhållanden, efter att ha fått ekonomiskt understöd för resan från Lars Hiertas fond. Utifrån dessa erfarenheter arbetade hon för bättre arbetarbostäder i Stockholm efter Octavia Hills system. Genom att upprätta ordning, symöten och en handelsbod förvandlas boendestandarden bland annat runt Nybergsgränd.
Hon medverkade vid grundandet av AB Stockholms arbetarehem 1892, i vilket hon var styrelseledamot och i vars hus, på Sibyllegatan 52, hon var vice värd. 
Agnes Lagerstedt tilldelades Illis Quorum 1918. Hon är begravd på Västra kyrkogården i Karlstad.